# Schlossbibliothek Dyck
Die Schlossbibliothek Dyck war eine historische Adelsbibliothek in Schloss Dyck bei Grevenbroich mit einem Bestand von etwa 16.000 Bänden. Die heute in einem der zu besichtigenden Räume vorhandenen Bücher dürften nicht auf die durch Versteigerungen 1992/93 in alle Winde zerstreute Bibliothek zurückgehen.
Unter dem Titel Fürstliche Bibliothek Schloß Dyck wurde die Bibliothek in zwei Teilen 1992 und 1993 bei Venator & Hanstein versteigert:
- 66. Bibliothek Schloß Dyck. Versteigerung am 14. & 15. September 1992. 2546 Katalognummern.
- 67. Der fürstlichen Schloßbibliothek II. Teil. Versteigerung vom 24. bis 27. März 1993. 4577 Katalognummern.

Darin enthalten war die Sammlung des bedeutenden Botanikers Fürst Joseph zu Salm-Reifferscheidt-Dyck. Die Bücher zur Adelserziehung hatte Heinke Wunderlich in ihrer Dissertation ausgewertet. Kritiker werteten die undokumentierte Zerstreuung der hochrangigen Sammlung als Skandal.
Bereits 1991 hatte die Universitäts- und Landesbibliothek Münster die seit 1430 auf Schloss Dyck befindliche mittelniederländische Handschrift, die als Dycksche Handschrift bekannt ist, erworben. Sie steht digitalisiert zur Einsicht bereit. In der Universitäts- und Stadtbibliothek Köln finden sich Bücher aus der Bibliothek des Schlosses Dyck in den Sammlungen von Jürgen Scholle und den Sammlungen der Familie Schmitz-Otto. Die Universitäts- und Landesbibliothek Düsseldorf hat auf der Venator-Auktion ein Exemplar eines Kakteen- und Sukkulentenkataloges des Fürsten Joseph zu Salm-Reifferscheidt-Dyck erworben.